# Crataegus alma
Crataegus alma är en rosväxtart som beskrevs av Chauncey Delos Beadle. Crataegus alma ingår i hagtornssläktet som ingår i familjen rosväxter. Inga underarter finns listade i Catalogue of Life.